# Йон Хобана
Йон Хобана (рум. Ion Hobana), справжнє ім'я Авреліан Манта Рошіє (рум. Aurelian Manta Roșie, 27 січня 1931, Синніколау-Маре — 22 лютого 2011, Бухарест) — румунський письменник-фантаст, поет, перекладач, літературознавець та уфолог. Лауреат низки румунських літературних премій та Єврокону.

## Біографія
Авреліан Манта Рошіє народився в місті Синніколау-Маре у повіті Тіміш. Під час навчання в місцевій школі він активно займався спортом (був чемпіоном школи з настільного тенісу), грав на скрипці, а також багато читав. У 1954 році він закінчив Бухарестський університет, уперше в Румунії отримавши ступінь бакалавра з наукової фантастики. Після закінчення університету спочатку працював журналістом, пізніше перейшов на роботу до молодіжного видавництва, де спочатку відповідав за видання літератури для дітей, а пізніше за видання наукової фантастики. У 1972 році він став завідувачем відділу науки головної газети Румунської комуністичної партії «Scînteia». У цьому ж році Хобана став членом комітету Європейського товариства наукової фантастики. Одночасно Йон Хобана був членом Європейського культурного товариства, Товариства Герберта Велза, Міжнародного центру Жуля Верна і Міжнародної асоціації вивчення майбутнього.
Як літератор Йон Хобана дебютував у 1948 році як поет. У 1954 році вийшла друком його перша поетична збірка «Центр нападу» (рум. Centru înaintaș). У фантастичній літературі письменник дебютував у 1955 році оповіданням «Голос минулого» (рум. Glasul mării). У 1957 році вийшла друком перша збірка фантастичних творів письменника «Остання завіса» (рум. Ultimul văl). У 1960 році вийшов друком перший фантастичний роман Йона Хобани «Кінець канікул» (рум. Sfârșitul vacanței), виданий для дитячої аудиторії. У 60—80-х роках ХХ століття Хобана видав ще кілька збірок науково-фантастичних творів, зокрема «Люди і зірки» (рум. Oameni şi stele) та «Своєрідний простір» (рум. Un fel de spațiu). У 1989 році письменник видав свій другий роман «Перервана подорож» (рум. Călătorie întreruptă). У 2009 році вийшла друком остання збірка письменника «Час для кохання» (рум. Timp pentru dragoste).
Окрім художніх творів Йон Хобана видав також низку літературознавчих творів з наукової фантастики, зокрема присвячених творчості Герберта Велза, Жуля Верна, Едгара По та Івана Єфремова. Хобана також переклав на румунську мову твори Сірано де Бержерака, Жуля Верна, Росні Ене, Моріса Ренара. Йон Хобана також був відомим румунським уфологом. У співавторстві з Жульєном Вівербергом у 1971—1972 роках видав у Амстердамі двотомник з проблем уфології «НЛО на сході та заході» (нід. UFO’s in Oost en West), який пізніше кілька разів перевидавався під іншими назвами. У 1997 році Хобана видав книгу «Через п'ятдесят років після таємниці Розвелла» (рум. Misterul Roswell dupã cincizeci de ani), перевидану під новою назвою та з доповненням у 2008 році. У 2001 році Хобана випустив книгу «НЛО: хронологія спостережень — непояснені історії» (рум. Observatori credibili - relatãri incredibile).
Помер Йон Хобана 22 лютого 2011 року в Бухаресті від раку.

## Премії та нагороди
У 1972 році Йон Хобана отримав премію Єврокону за багаторічний внесок у фантастичний жанр та за низку літературознавчих творів та есе науково-фантастичного напрямку. Також письменник є кількаразовим лауреатом премії Спілки письменників Румунії за літературні твори та літературознавчі розвідки автора.

## Вибрана бібліографія

### Романи
- 1960 — Кінець канікул (рум. Sfârșitul vacanței)
- 1989 — Перервана подорож (рум. Călătorie întreruptă)

### Збірки
- 1954 — Центр нападу (рум. Centru înaintaș) — поезія
- 1957 — Петрика й зачарований годинник
- 1957 — Остання завіса (рум. Ultimul văl) — фантастика

1958 — Калейдоскоп (рум. Caleidoscop) — поезія
1962 — Розклад канікул (рум. Orar de vacanță) — поезія
1963 — Люди та зірки (рум. Oameni şi stele) — фантастика
1974 — Хоря — поезія
1988 — Своєрідний простір (рум. Un fel de spațiu) — фантастика
2009 — Час для кохання (рум. Timp pentru dragoste)